# ایرینا گریگوریوا (بازیکن فوتبال)
ایرینا گریگوریوا (روسی: Ирина Олеговна Григорьева؛ زادهٔ ۲۱ ژانویهٔ ۱۹۷۲) بازیکن فوتبال اهل اتحاد جماهیر شوروی سوسیالیستی است.
از باشگاه‌هایی که در آن بازی کرده‌است می‌توان به باشگاه فوتبال زنان المپیک لیون و باشگاه فوتبال اسپارتاک مسکو اشاره کرد.
وی همچنین در تیم‌های ملی فوتبال زنان اتحاد جماهیر شوروی، و زنان اتحاد جماهیر شوروی، و زنان روسیه بازی کرده‌است.